# Aeschnophlebia suichangensis
Aeschnophlebia suichangensis – gatunek ważki z rodziny żagnicowatych (Aeshnidae). Występuje w południowych i południowo-wschodnich Chinach; stwierdzono go w prowincjach Fujian, Guangdong, Henan i Zhejiang oraz w Regionie Autonomicznym Kuangsi-Czuang.